# Discos intercalares

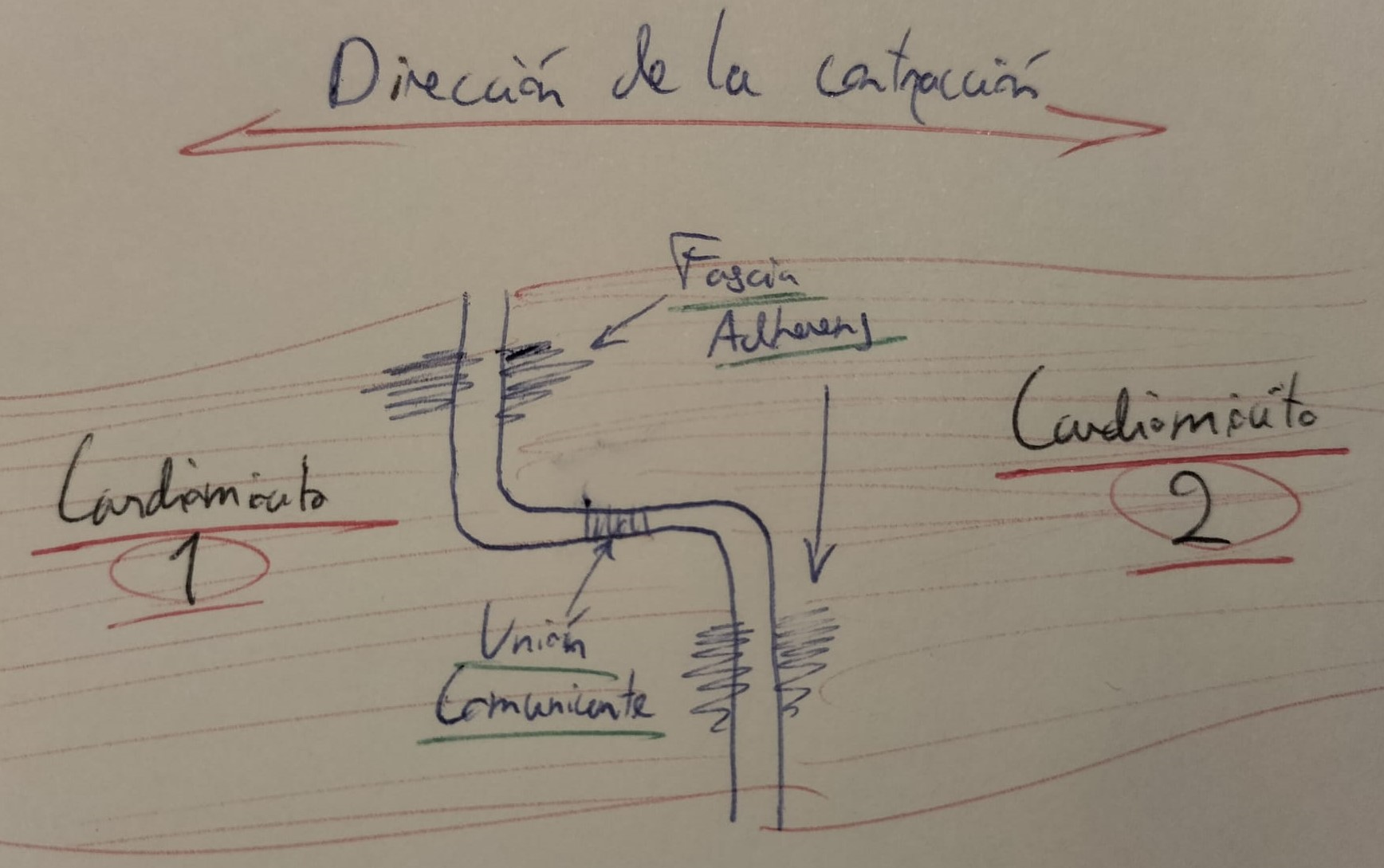
Representación esquemática de la disposición del disco intercalar entre dos cardiomiocitos. Nótese la forma de escalera o peldaño, y la disposición de las fascias adherens (en el plano de contracción), y de la unión comunicante (perpendicular a este plano).

Los discos intercalares, también llamados uniones escaleriformes, son un tipo de complejo de unión que se encuentra en el tejido cardíaco de los seres humanos. Se establecen entre los límites de dos cardiomiocitos, y se componen de fascias adherens (uniones adherentes), uniones en hendidura (también llamadas uniones comunicantes o GAP) y desmosomas.
Estos tres elementos se disponen de forma lógica atendiendo a la dirección de contracción de las células cardíacas. Así, las fascias adherens se sitúan horizontales en los bordes verticales, ya que son muy resistentes mecánicamente y la contracción se realiza en dirección horizontal, y las uniones comunicantes se sitúan en las zonas horizontales de este complejo, comunicando los citoplasmas de las células a la vez que evitan disponerse en la dirección de contracción del tejido. Los desmosomas se sitúan a lo largo de toda la unión.
Las uniones comunicantes de los discos intercalares varían su composición según el grado de especialización del cardiomiocito. Así, los cardiomiocitos comunes tendrán conexina 40 como unidad básica de sus conexones, mientras que las células de conducción cardíacas se componen de conexina 43.